# Anna Hall
Anna Hall (ur. 23 marca 2001) – amerykańska lekkoatletka specjalizująca się w wielobojach.

## Kariera sportowa
Na arenie międzynarodowej odniosła następujące sukcesy:
| Rok  | Miejsce    | Zawody                  | Konkurencja | Pozycja       | Wynik |
| ---- | ---------- | ----------------------- | ----------- | ------------- | ----- |
| 2022 | Birmingham | halowe mistrzostwa NCAA | pięciobój   | złoty medal   | 4586  |
| 2022 | Eugene     | mistrzostwa świata      | siedmiobój  | brązowy medal | 6755  |
| 2023 | Budapeszt  | mistrzostwa świata      | siedmiobój  | srebrny medal | 6720  |

Mistrzyni Stanów Zjednoczonych w siedmioboju (Fayetteville 2022).

## Rekordy życiowe
- na stadionie

- bieg na 200 metrów – 22,88 (27 maja 2023, Götzis)
- bieg na 400 metrów – 50,82 (9 czerwca 2023, Paryż)
- bieg na 800 metrów – 2:01,23 (1 czerwca 2025, Götzis) najlepszy wynik w historii siedmioboju
- bieg na 100 metrów przez płotki – 12,75 (27 maja 2023, Götzis)
- bieg na 400 metrów przez płotki – 54,42 (2 czerwca 2023, Florencja)
- skok wzwyż – 1,95 (31 maja 2025, Götzis)
- skok w dal – 6,61 (14 kwietnia 2023, Gainesville)
- pchnięcie kulą – 14,86 (31 maja 2025, Götzis)
- rzut oszczepem – 46,16 (1 czerwca 2025, Götzis)
- siedmiobój – 7032 pkt. (1 czerwca 2025, Götzis) 2. wynik w historii światowej lekkoatletyki

- w hali

- bieg na 60 metrów – 7,72 (29 listopada 2018, Golden)
- bieg na 400 metrów – 51,03 (18 lutego 2023, Albuquerque)
- bieg na 800 metrów – 2:05,33 (25 lutego 2022, College Station)
- bieg na 60 metrów przez płotki – 8,04 (16 lutego 2023, Albuquerque)
- skok wzwyż – 1,91 (16 lutego 2023, Albuquerque)
- skok w dal – 6,53 (16 lutego 2023, Albuquerque)
- pchnięcie kulą – 13,84 (14 stycznia 2023, Clemson)
- pięciobój – 5004 pkt. (16 lutego 2023, Albuquerque) rekord Ameryki Północnej, 4. wynik w historii światowej lekkoatletyki